# Metrorragia
La metrorragia (del griego μήτρα [metra], ‘matriz’, y el sufijo -rragia, ‘flujo’, ‘derramamiento’, y este del sufijo griego -ρραγία [raguía], derivado de ῥηγνύναι [regnýnai], ‘romper’, ‘hacer brotar’) es cualquier hemorragia vaginal, procedente del útero, no asociada al ciclo menstrual por su ritmo o por la cantidad de flujo. Las causas de esta anomalía son, por lo general, locales, es decir, del útero o de la pelvis. Sus causas lejanas pueden relacionarse con las glándulas de secreción interna o con el estado general de salud.

## Terminología
No debe confundirse con otros términos médicos relacionados con problemas en la menstruación:

### Menorragia
Se denomina Menorragia al aumento anormal del flujo menstrual o de la duración de la menstruación, pero con intervalos intermenstruales normales. Esta se produce cuando la menstruación se extiende más allá del límite de los siete días o bien implica una pérdida de sangre mayor a 80 ml. En la práctica, esta pérdida no suele cuantificarse, por lo que sólo se tiene en cuenta en aquellas mujeres en que llega a interferir con su vida normal.

### Menorrea
La Menorrea es sinónimo de menstruación, o ciclo menstrual normal en mujer en edad fértil.

### Proiomenorrea
La Proiomenorrea es el trastorno del ciclo menstrual caracterizado por un intervalo excesivamente corto, generalmente inferior a 21 días, entre una menstruación y la siguiente.

### Opsomenorrea
La opsomenorrea es un trastorno del ciclo menstrual que tarda más de 35 días.

### Polihipermenorrea
La Polihipermenorrea es la menstruación frecuente y profusa, por aumento de la cantidad de flujo menstrual y acortamiento del intervalo intermenstrual. Es sinónimo de menorragia y de hipermenorrea.

### Amenorrea
La Amenorrea es la ausencia de menstruación por más de 90 días.

### Oligomenorrea
La Oligomenorrea son ciclos menstruales más largos, por lo tanto hay menor número de ciclos al año.

### Polimenorrea
La Polimenorrea son ciclos menstruales más cortos, por lo tanto hay mayor número de ciclos al año.

### Hipomenorrea
La Hipomenorrea es la disminución en la cantidad de flujo menstrual.

### Hipermenorrea
La Hipermenorrea es el aumento en la cantidad de flujo menstrual.

## Fisiopatología
Las alteraciones en los ciclos menstruales son frecuentes en los dos años que siguen a la primera menstruación (menarquia) y en los tres años anteriores a la menopausia. La metrorragia afecta aproximadamente al 15-20 % de las mujeres en algún momento de su vida. Aun así, siempre hay que consultar al ginecólogo en caso de que estas irregularidades respondan a los síntomas mencionados.

## Etiología
La metrorragia es causada por alteraciones orgánicas y por trastornos endocrinológicos. 
- Causas locales: es frecuente la presencia de tumor fibroide (fibroma). Le siguen en frecuencia el cáncer y la erosión o ulceración en algún punto del sistema reproductivo.

- Causas extrauterinas: suelen localizarse en las trompas de Falopio, presentándose en forma de inflamación aguda o crónica. También puede consistir en la infección de un quiste ovárico. Una fiebre alta debida a alguna enfermedad (como por ejemplo, la gripe) puede dar lugar a hemorragias repentinas fuera de fecha.

### Enfermedades causantes
Lo fundamental es una investigación exhaustiva a fin de encontrar la causa, ya que la metrorragia debe considerarse una alteración grave mientras no se demuestre lo contrario. Puede ser signo clínico de una muy diversos problemas de salud:
- Trastornos orgánico-hormonales diversos (anovulación; problemas funcionales de la hipófisis y de la glándula tiroides; cambios hormonales asociados a la menopausia; etcétera).
- Enfermedades médicas crónicas; medicamentos anticoagulantes o antiinflamatorios.
- Enfermedades renales o de hígado; Alteraciones sanguíneas.
- Enfermedad pélvica inflamatoria.
- Quistes de ovario orgánicos o funcionales.
- Mioma uterino.
- Lesiones del cérvix; cáncer de cuello uterino.
- Lesiones en el endometrio; endometriosis.
- Embarazo extrauterino; aborto espontáneo.
- Lesión vaginal debido a un trauma o abuso sexual.
- Complicaciones asociadas con el uso del DIU.

## Cuadro clínico
La mujer que padece metrorragia presenta períodos menstruales profusos, prolongados e irregulares. Y además, otros síntomas son la astenia, que implicaría anemia y la pérdida de sangre que contenga coágulos grandes. 

## Diagnóstico
Algunas pruebas comúnmente indicadas para averiguar las causas de la metrorragia son:
- Prueba de Papanicolaou
- Colposcopia
- Biopsia endometrial
- Ecografía